# Antoine Praud
Antoine Praud est un demi-fondeur handisport français, médaillé de bronze aux Jeux paralympiques en 2024.

## Biographie
Il est atteint d'une paralysie du plexus brachial droit, « parce qu'on a trop tiré sur mon bras à la naissance ».
Il étudie à l'INSA de Rennes avec un aménagement de son curses académique via la filière Excellence sportive. Il a notamment effectué une année de césure dans l'objectif de préparer les Jeux paralympiques de Paris 2024,.

## Carrière sportive
Atteint d'une paralysie du plexus brachial droit, Antoine Praud commence l'athlétisme au collège encouragé par sa mère Véronique Bertel, ancienne sportive de haut niveau. Il remporte une médaille d'or aux Jeux européens paralympiques de la jeunesse sur 1500 m. Il participe à ses premiers championnats du monde à Paris en 2023 et termine dixième.
Il décroche sa qualification aux Jeux paralympiques de Paris 2024 sur 1500 m T46 (coureurs dont le mouvement d'un ou des deux bras est modérément ou très limité, ou l'absence de membres) en signant en mai 2024 un nouveau record de France au meeting Patrick-Chauvel ; il remporte la médaille de bronze de l'épreuve,.

## Palmarès
- Jeux paralympiques
  -  médaille de bronze aux Jeux de paralympiques de Paris sur 1500 m dans la catégorie T46

## Décorations
- Chevalier de l'ordre national du Mérite (2024)[8]